# Ahmed Yassin
O xeque Ahmed Ismail Hassan Yassin (em árabe: الشيخ أحمد إسماعيل ياسين; Al-Jura, 1 de janeiro de 1937 – Gaza, 22 de março de 2004) foi um imame e líder político palestino, um dos fundadores do Hamas, organização política e paramilitar da qual também era um dos líderes espirituais.
O Hamas conquistou popularidade na sociedade palestina através da construção e implementação de hospitais, sistemas de educação, bibliotecas e outros serviços, porém também assumiu a responsabilidade por diversos ataques suicidas contra alvos civis israelenses, o que fez com que a organização fosse considerada  terrorista por vários países.
No Cairo, onde estudou Islão, encantou-se com a Irmandade Muçulmana. De volta a Gaza, tornou-se um educador por mais de duas décadas. Tetraplégico e praticamente cego, locomovia-se em cadeira de rodas desde que fora vítima de um acidente esportivo aos 12 anos de idade.  Em 1987, com a eclosão da Primeira Intifada, Yassin ajudou a fundar o Hamas. Em 1989,  foi preso por israelenses e  condenado à prisão perpétua. Em 1997, foi libertado  em troca de dois agentes do Mossad,  capturados em solo jordaniano quando tentavam matar outro integrante do Hamas, Khalid Meshal.
Segundo o governo de Israel, Yassin teria   diretamente autorizado os seguintes atentados suicidas:
- 1º de junho de 2001, em uma discoteca ao lado do dolfinário de Tel Aviv. 21  jovens morreram e 120 ficaram feridos, quando um homem-bomba detonou o explosivo atado ao seu corpo na fileira de entrada para a discoteca.
- 27 de março de 2002, no salão de jantar do Park Hotel na cidade costeira de Netanya, em Israel. 30 pessoas morreram e 140 ficaram feridas. As vítimas estavam participando de um jantar do feriado judaico de Pesach.
- 18 de junho de 2002, contra um ônibus público, em Jerusalém. 19 pessoas morreram instantaneamente e 74 ficaram feridas. O ônibus, totalmente destruído, levava muitos escolares.

Ainda em 2002, o governo de Israel iniciou a construção do Muro da Cisjordânia, que reduziu quase a zero esse tipo de ataque. A partir de então, o Hamas passou a desenvolver e usar foguetes Qassam para atingir Israel.
Ahmed Yassin foi morto em 22 de março de 2004, aos 67 anos, em um assassinato seletivo realizado por helicópteros da Força Aérea de Israel. Sua morte, num ataque que também vitimou pelo menos outras nove pessoas, desencadeou muitas críticas ao governo de Israel. Estima-se que 200.000 palestinos estiveram em seu cortejo fúnebre.